# Wo liegt das Paradies
Wo liegt das Paradies ist das sechste Studioalbum der deutschen Schlagersängerin Andrea Berg. Es wurde im März 2001 veröffentlicht.

## Entstehung und Veröffentlichung
Produziert und arrangiert wurde das Album wiederum von Eugen Römer, dem Stammproduzenten von Andrea Berg. Er schrieb die Songs und programmierte auch das Schlagzeug, spielte Bass und Piano. Letzteres taten auch Christoph Schick und Hendrik Soll. Schick spielte auch das Akkordeon. Bei den Texten arbeitete Römer mit Irma Holder, Norbert Hammerschmidt und Horst-Herbert Krause zusammen, auch Andrea Berg selbst schrieb bei einigen Texten mit. Gitarre spielte Markus Wienstroer.
Die Singleauskopplung Du hast mich tausendmal belogen erreichte 2013 Platz 96 der deutschen Charts und entwickelte sich zu einem der bekanntesten Songs der Interpretin, der oft gecovert wurde.

## Gestaltung
Das Design des Albums wurde von Sassenberg Advertising vorgenommen. Das Coverbild und die Bilder im Booklet stammen von Manfred Esser.

## Titelliste
| #  | Titel                           | Autor(en)                             | Produzent(en) | Länge |
| -- | ------------------------------- | ------------------------------------- | ------------- | ----- |
| 1  | Ich sterbe nicht nochmal        | Irma Holder, Eugen Römer              | Eugen Römer   | 3:42  |
| 2  | Halt mich ganz fest             | Eugen Römer, Andrea Berg              | Eugen Römer   | 3:46  |
| 3  | Und heute Abend geh’ ich tanzen | Irma Holder, Eugen Römer              | Eugen Römer   | 3:08  |
| 4  | Hör einfach zu                  | Irma Holder, Eugen Römer              | Eugen Römer   | 3:37  |
| 5  | Tango amore                     | Irma Holder, Eugen Römer              | Eugen Römer   | 3:31  |
| 6  | Wo liegt das Paradies           | Eugen Römer, Andrea Berg              | Eugen Römer   | 4:17  |
| 7  | Du hast mich tausendmal belogen | Irma Holder, Eugen Römer, Andrea Berg | Eugen Römer   | 3:48  |
| 8  | Heut’ wird ein Stern verglüh’n  | Irma Holder, Eugen Römer              | Eugen Römer   | 4:26  |
| 9  | Du warst nicht frei für mich    | Eugen Römer, Horst Herbert Krause     | Eugen Römer   | 3:34  |
| 10 | Und dann seh ich deine Augen    | Norbert Hammerschmidt, Eugen Römer    | Eugen Römer   | 2:53  |
| 11 | Barfuss durch die Nacht         | Norbert Hammerschmidt, Eugen Römer    | Eugen Römer   | 3:28  |
| 12 | Wenn der Himmel brennt          | Irma Holder, Eugen Römer, Andrea Berg | Eugen Römer   | 3:44  |

## Rezeption
Das Album erreichte Platz 42 in Deutschland und war 13 Wochen platziert. Diese Chartplatzierung wurde jedoch erst bei einem Re-Entry im August 2003 erzielt. Zur Zeit der Veröffentlichung 2001 erreichte es Platz 49. Es wurde im Jahr 2003 mit Gold und 2012 mit Platin zertifiziert.

### Chartplatzierungen
| ChartsChartplatzierungen | Höchstplatzierung | Wochen |
| ------------------------ | ----------------- | ------ |
| Deutschland (GfK)        | 42 (13 Wo.)       | 13     |

### Auszeichnungen für Musikverkäufe
| Land/Region        | Auszeichnungen für Musikverkäufe (Land/Region, Auszeichnung, Verkäufe) | Verkäufe |
| ------------------ | ---------------------------------------------------------------------- | -------- |
| Deutschland (BVMI) | Platin                                                                 | 300.000  |
| Insgesamt          | 1× Platin ·                                                            | 300.000  |